# Selezione maschile di calcio della Padania
La selezione di calcio della Padania, ufficialmente Padania Football Association A.S.D., è una rappresentativa calcistica non professionistica e non affiliata alla FIFA, bensì alla CONIFA. Creata da sportivi e appassionati di calcio, la selezione rappresenta, a livello calcistico, il territorio padano formato dalle otto regioni italiane settentrionali.

## Storia
La squadra viene fondata con il nome di Associazione Sportiva Dilettantistica Padania. Dal 10 dicembre 2007 al 2010 è affiliata all'NF-Board, organo che riunisce le selezioni di entità territoriali non riconosciute a livello internazionale come Stati sovrani.
Nel 2008 partecipa per la prima volta alla Coppa del mondo VIVA, la coppa del mondo dedicata alle nazionali non riconosciute, tenutasi in Lapponia. In quell'occasione della rosa della selezione fanno parte giocatori professionisti come Alessandro Dal Canto e Massimiliano Scaglia del Treviso, i fratelli Cossato, Michele e Federico, e Giuliano Gentilini con trascorsi in Serie A. Dopo aver dominato il girone della prima fase, batte in finale la selezione degli Aramei 2-0, aggiudicandosi il torneo e la possibilità di ospitare l'edizione successiva.

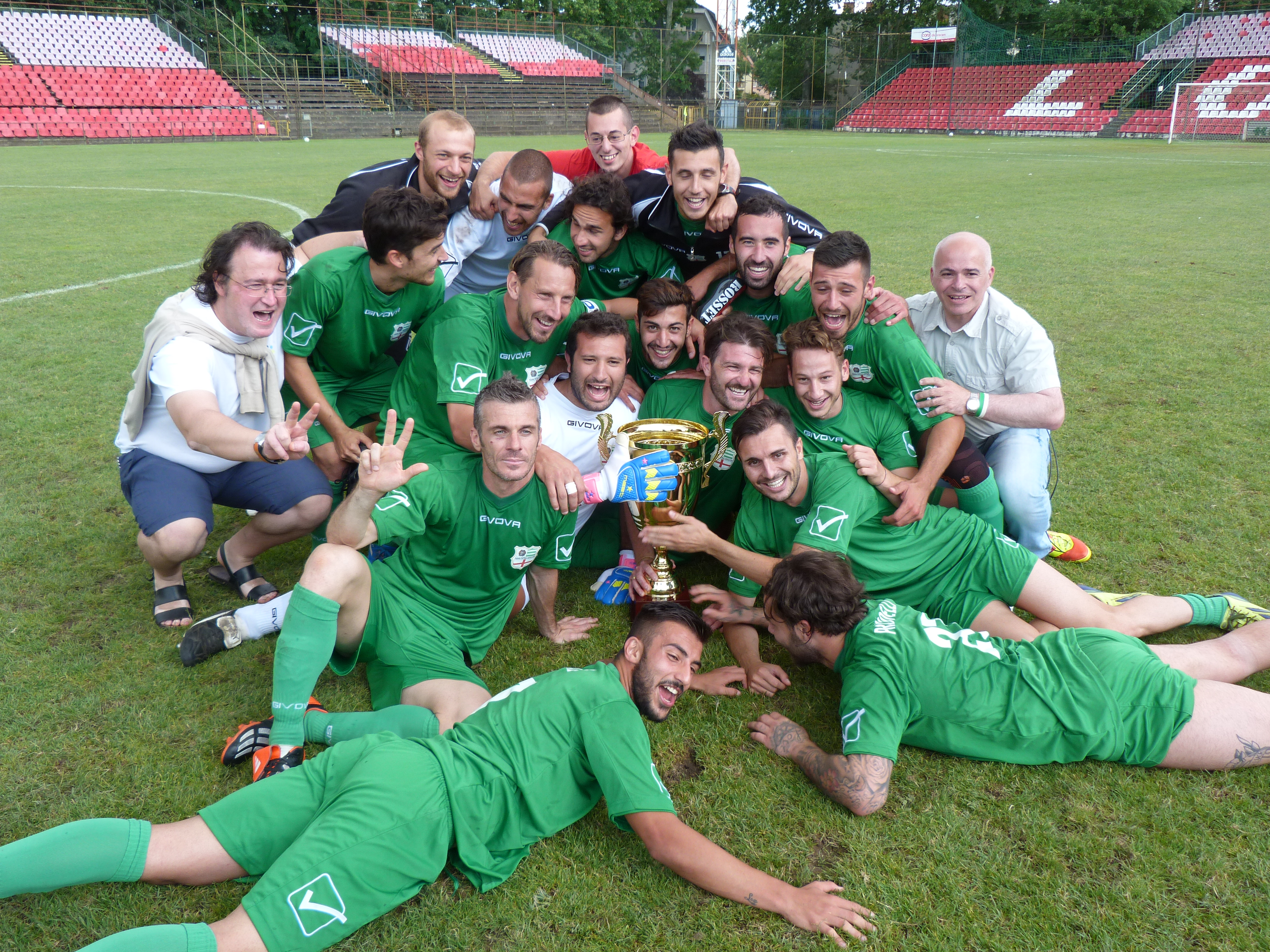
La selezione della Padania campione agli europei di calcio ConIFA del 2015.

L'anno successivo, si aggiudica anche l'edizione organizzata in Italia, battendo in finale la selezione del Kurdistan. In questo torneo, della rosa padana, hanno fatto parte Maurizio Ganz (ex Inter e Milan) e Gianpiero Piovani.
Nel 2010 si riconferma campione avendo la meglio in finale ancora una volta sul Kurdistan che vincerà la seguente coppa.
Nell'aprile 2012 la selezione rischia di chiudere a causa di mancanza di fondi e di strategie organizzative. La squadra manca la partecipazione alla Coppa del mondo VIVA 2012 che si è tenuta in Kurdistan, ufficialmente per "mancanza di presupposti organizzativi". Nella VIVA World Cup è imbattuta da 13 gare e ha ottenuto 13 vittorie.
A novembre del 2013, dopo la scomparsa della vecchia organizzazione, la selezione calcistica padana rinasce con un nuovo assetto e completamente scollegata dalla passata gestione e con il nuovo nome di Padania Football Association. La società, in campo internazionale, si affilia alla Confederation of Independent Football Associations.
Considerando tutte le 33 gare disputate ne ha vinte 23, pareggiate 5 e perse 5. Il record di imbattibilità è di 14 gare, il record di gare consecutive nelle quali è andata a segno è di 8, mentre quello di gare senza subire reti è pari a 3. Nella selezione della Padania hanno giocato anche calciatori professionisti. Il capocannoniere è Giacomo Innocenti, con 8 reti.
Nel 2015 viene creato il nuovo inno della Selezione: "Uniti a Te" della cantautrice bresciana Viviana Laffranchi. La prima volta che viene utilizzato è per EURO2015 a Debrecen.

## Colori e simboli

### Divise
| Divisa classica |
| --- |
| Manica sinistra · Manica sinistra · Maglietta · Maglietta · Manica destra · Manica destra · Pantaloncini · Calzettoni |

| Coppa del mondo VIVA 2009                                                                                             |
| --- |
| Manica sinistra · Manica sinistra · Maglietta · Maglietta · Manica destra · Manica destra · Pantaloncini · Calzettoni |

| Casa                                                                                | Trasferta |
| Manica sinistra · Maglietta · Maglietta · Manica destra · Pantaloncini · Calzettoni | Manica sinistra · Manica sinistra · Maglietta · Maglietta · Manica destra · Manica destra · Pantaloncini · Calzettoni |
| Givova                                                                              | |

| Casa                                                                                | Trasferta |
| Manica sinistra · Maglietta · Maglietta · Manica destra · Pantaloncini · Calzettoni | Manica sinistra · Manica sinistra · Maglietta · Maglietta · Manica destra · Manica destra · Pantaloncini · Calzettoni |
| Givova                                                                              | |

| Casa                                                                                | Trasferta |
| Manica sinistra · Maglietta · Maglietta · Manica destra · Pantaloncini · Calzettoni | Manica sinistra · Manica sinistra · Maglietta · Maglietta · Manica destra · Manica destra · Pantaloncini · Calzettoni |
| Givova                                                                              | |

## Palmarès
- Coppa del mondo VIVA: 3

2008, 2009, 2010

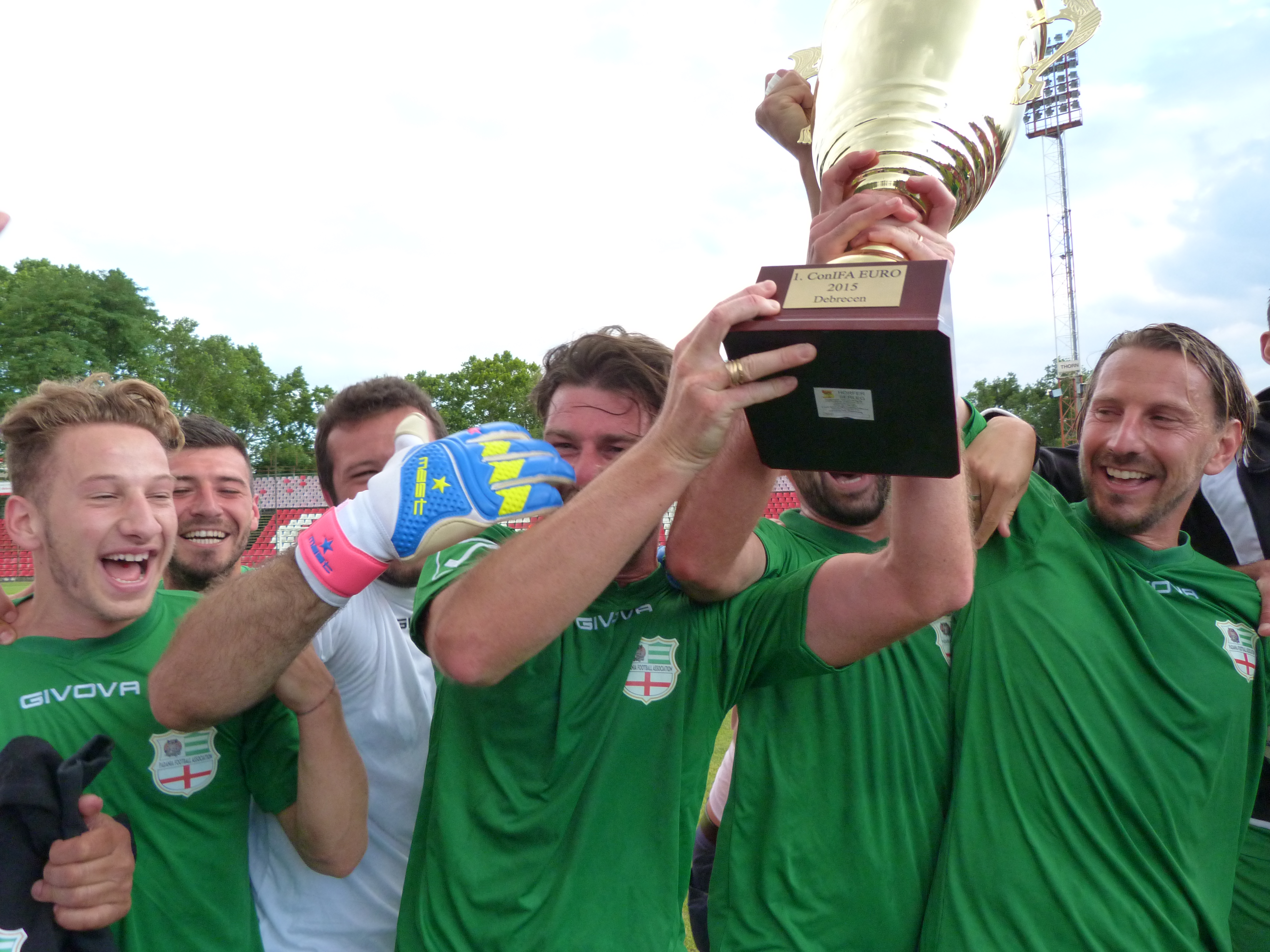
I giocatori padania che hanno vinto il trofeo del campione Coppa europea di calcio ConIFA 2015

- Coppa europea di calcio CONIFA: 2

2015, 2017

### Altri piazzamenti
- Coppa del mondo CONIFA:

 Terzo posto: 2018

## Partecipazioni alle competizioni internazionali

### Partecipazioni alla Coppa del mondo VIVA
| Anno   | Risultato    | G  | V  | P | S | GF | GS |
| ------ | ------------ | -- | -- | - | - | -- | -- |
| 2006   | non iscritta | -  | -  | - | - | -  | -  |
| 2008   | Campione     | 5  | 5  | 0 | 0 | 16 | 3  |
| 2009   | Campione     | 4  | 4  | 0 | 0 | 9  | 1  |
| 2010   | Campione     | 4  | 4  | 0 | 0 | 6  | 1  |
| 2012   | non iscritta | -  | -  | - | - | -  | -  |
| Totale | 3 titoli     | 13 | 13 | 0 | 0 | 31 | 5  |

### Partecipazioni alla Coppa del mondo ConIFA
| Anno   | Risultato        | G  | V | P | S | GF | GS |
| ------ | ---------------- | -- | - | - | - | -- | -- |
| 2014   | Quarti di finale | 3  | 2 | 0 | 0 | 24 | 3  |
| 2016   | Quarto posto     | 5  | 1 | 1 | 3 | 7  | 4  |
| 2018   | Terzo posto      | 6  | 4 | 1 | 1 | 19 | 5  |
| 2020   | Annullata        | -  | - | - | - | -  | -  |
| 2024   | Non qualificata  | -  | - | - | - | -  | -  |
| Totale |                  | 14 | 7 | 2 | 5 | 54 | 15 |

### Partecipazioni alla Coppa Continentale ConIFA
| Anno   | Risultato   | G  | V | P | S | GF | GS |
| ------ | ----------- | -- | - | - | - | -- | -- |
| 2015   | Campione    | 4  | 4 | 0 | 0 | 13 | 3  |
| 2017   | Campione    | 5  | 2 | 3 | 0 | 5  | 2  |
| 2019   | Sesto posto | 5  | 2 | 1 | 2 | 10 | 5  |
| 2022   | Annullata   | -  | - | - | - | -  | -  |
| 2024   | Annullata   | -  | - | - | - | -  | -  |
| Totale | 2 titoli    | 12 | 7 | 4 | 1 | 28 | 10 |

## Partite disputate
| Data             | Luogo                                     | Squadra di casa  | Ospiti              | Punteggio     | Competizione                        |
| ---------------- | ----------------------------------------- | ---------------- | ------------------- | ------------- | ----------------------------------- |
| 1º marzo 1998    | Benevento, Stadio Santa Colomba           | Ausonia          | Padania             | 2–0           | amichevole                          |
| 22 marzo 1998    | Varese, Stadio Franco Ossola              | Padania          | Ausonia             | 2–0 (3-0 dtr) | amichevole                          |
| 13 aprile 1998   | Broni                                     | Oltrepò Pavese   | Padania             | 1–0           | amichevole                          |
| 24 maggio 1998   | Alassio                                   | Padania          | Costa Azzurra       | 4–1           | amichevole                          |
| 7 giugno 1998    | Marnaz                                    | Savoia           | Padania             | 3–3 (8-7 dtr) | amichevole                          |
| 18 luglio 1998   | Bassano del Grappa, Stadio Rino Mercante  | Padania          | Südtirol            | 12–0          | amichevole                          |
| 6 aprile 1998    | Corte Franca                              | Franciacorta     | Padania             | 3–3 (7-8 dtr) | amichevole                          |
| 23 giugno 1999   | Lecco, Stadio Mario Rigamonti-Mario Ceppi | Padania          | Olimpia Lubiana     | 0–0 (5-4 dtr) | amichevole                          |
| 4 luglio 1999    | Saint-Pierre                              | Arpitania        | Padania             | 2–1           | amichevole                          |
| 18 giugno 2000   | Monza, Stadio Brianteo                    | Padania          | England All Stars   | 1–1 (2-4 dtr) | amichevole                          |
| 7 maggio 2008    | Milano, Arena Civica                      | Padania          | Tibet               | 13–2          | amichevole                          |
| 7 giugno 2008    | Mozzecane                                 | Padania          | Athletic Mozzecane  | 6–0           | amichevole                          |
| 8 luglio 2008    | Gällivare                                 | Provenza         | Padania             | 1–6           | Coppa del mondo VIVA 2008           |
| 10 luglio 2008   | Gällivare                                 | Padania          | Kurdistan           | 2–1           | Coppa del mondo VIVA 2008           |
| 11 luglio 2008   | Malmberget                                | Lapponia         | Padania             | 0–2           | Coppa del mondo VIVA 2008           |
| 12 luglio 2008   | Malmberget                                | Padania          | Aramea              | 4–1           | Coppa del mondo VIVA 2008           |
| 13 luglio 2008   | Gällivare                                 | Padania          | Aramea              | 2–0           | Coppa del mondo VIVA 2008           |
| 19 novembre 2008 | Treviso, Stadio Omobono Tenni             | Padania          | NK Zagabria         | 2–1           | amichevole                          |
| 30 aprile 2009   | Darfo Boario Terme                        | Padania          | Due Sicilie         | 0–0 (3-1 dtr) | 1º Trofeo SMArathon                 |
| 30 aprile 2009   | Darfo Boario Terme                        | Darfo Boario     | Padania             | 0–0           | 1º Trofeo SMArathon                 |
| 22 giugno 2009   | Novara, Stadio Silvio Piola               | Padania          | Occitania           | 1–0           | Coppa del mondo VIVA 2009           |
| 24 giugno 2009   | Brescia, Stadio Mario Rigamonti           | Kurdistan        | Padania             | 1–2           | Coppa del mondo VIVA 2009           |
| 25 giugno 2009   | Varese, Stadio Franco Ossola              | Padania          | Lapponia            | 4–0           | Coppa del mondo VIVA 2009           |
| 27 giugno 2009   | Verona, Stadio Marcantonio Bentegodi      | Kurdistan        | Padania             | 0–2           | Coppa del mondo VIVA 2009           |
| 11 marzo 2010    | Rodengo-Saiano, Stadio comunale           | Padania          | Provenza            | 1–3           | amichevole                          |
| 31 maggio 2010   | Xeuchia, Gozo Stadium                     | Gozo             | Padania             | 1–2           | Coppa del mondo VIVA 2010           |
| 1º giugno 2010   | Xeuchia, Gozo Stadium                     | Padania          | Occitania           | 1–0           | Coppa del mondo VIVA 2010           |
| 4 giugno 2010    | Xeuchia, Gozo Stadium                     | Padania          | Due Sicilie         | 2–0           | Coppa del mondo VIVA 2010           |
| 5 giugno 2010    | Xeuchia, Gozo Stadium                     | Padania          | Kurdistan           | 1–0           | Coppa del mondo VIVA 2010           |
| 1º giugno 2014   | Östersund, Jämtkraft Arena                | Padania          | Darfur              | 20–0          | Coppa del mondo CONIFA 2014         |
| 3 giugno 2014    | Östersund, Jämtkraft Arena                | Ossezia del Sud  | Padania             | 1–3           | Coppa del mondo CONIFA 2014         |
| 4 giugno 2014    | Östersund, Jämtkraft Arena                | Padania          | Contea di Nizza     | 1–2           | Coppa del mondo CONIFA 2014         |
| 17 giugno 2015   | Debrecen                                  | Romanì           | Padania             | 2–3           | Coppa europea di calcio CONIFA 2015 |
| 19 giugno 2015   | Debrecen                                  | Ellan Vannin     | Padania             | 0–1           | Coppa europea di calcio CONIFA 2015 |
| 20 giugno 2015   | Debrecen                                  | Padania          | Alta Ungheria       | 5–0           | Coppa europea di calcio CONIFA 2015 |
| 21 giugno 2015   | Debrecen                                  | Padania          | Contea di Nizza     | 4–1           | Coppa europea di calcio CONIFA 2015 |
| 29 maggio 2016   | / Gagra                                   | Cipro del Nord   | Padania             | 2–1           | Coppa del mondo CONIFA 2016         |
| 30 maggio 2016   | / Gagra                                   | Padania          | Rezia               | 6–0           | Coppa del mondo CONIFA 2016         |
| 1º giugno 2016   | / Gagra                                   | Padania          | Kurdistan           | 2–2 (7-6 dtr) | Coppa del mondo CONIFA 2016         |
| 4 giugno 2016    | / Sukhumi                                 | Padania          | Panjab              | 0–1           | Coppa del mondo CONIFA 2016         |
| 5 giugno 2016    | / Sukhumi                                 | Padania          | Cipro del Nord      | 0–2           | Coppa del mondo CONIFA 2016         |
| 5 giugno 2017    | / Morfou                                  | Padania          | Ellan Vannin        | 1–0           | Coppa europea di calcio CONIFA 2017 |
| 6 giugno 2017    | / Famagosta                               | Terra dei Siculi | Padania             | 1–1           | Coppa europea di calcio CONIFA 2017 |
| 7 giugno 2017    | / Nicosia Nord                            | Padania          | Alta Ungheria       | 2–0           | Coppa europea di calcio CONIFA 2017 |
| 9 giugno 2017    | / Kyrenia                                 | Padania          | Abcasia             | 0–0 (6-5 dtr) | Coppa europea di calcio CONIFA 2017 |
| 10 giugno 2017   | / Nicosia Nord                            | Padania          | Cipro del Nord      | 1–1 (4-2 dtr) | Coppa europea di calcio CONIFA 2017 |
| 31 maggio 2018   | Haringey, Coles Park                      | Padania          | Matabeleland        | 6–1           | Coppa del mondo CONIFA 2018         |
| 2 giugno 2018    | Haringey, Coles Park                      | Padania          | Tuvalu              | 8–0           | Coppa del mondo CONIFA 2018         |
| 3 giugno 2018    | Bedfont, Bedfont Recreation Ground        | Padania          | Terra dei Siculi    | 3–1           | Coppa del mondo CONIFA 2018         |
| 5 giugno 2018    | Bracknell, Larges Lane                    | Padania          | Panjab              | 2–0           | Coppa del mondo CONIFA 2018         |
| 7 giugno 2018    | Carshalton, Colston Avenue                | Cipro del Nord   | Padania             | 3–2           | Coppa del mondo CONIFA 2018         |
| 9 giugno 2018    | Enfield, Queen Elizabeth II Stadium       | Padania          | Terra dei Siculi    | 0–0 (5-4 dtr) | Coppa del mondo CONIFA 2018         |
| 2 giugno 2019    | / Martakert, Stadio Vigen Shirinyan       | Padania          | Terra dei Siculi    | 4–0           | Coppa europea di calcio CONIFA 2019 |
| 3 giugno 2019    | / Step'anakert, Stadio Repubblicano       | Ossezia del Sud  | Padania             | 2–1           | Coppa europea di calcio CONIFA 2019 |
| 4 giugno 2019    | / Step'anakert, Stadio Repubblicano       | Padania          | Armenia occidentale | 1–1           | Coppa europea di calcio CONIFA 2019 |
| 6 giugno 2019    | / Martakert, Stadio Vigen Shirinyan       | Padania          | Lapponia            | 4–0           | Coppa europea di calcio CONIFA 2019 |
| 8 giugno 2019    | / Step'anakert, Stadio Repubblicano       | Padania          | Artsakh             | 0–2           | Coppa europea di calcio CONIFA 2019 |

## Organigramma
Composizione dell'Organigramma Associativo dal 2024:
- Presidente: Alberto Rischio
- Vicepresidente: Fabio Cerini
- Segretario: Mauro Tarasco
- Consiglieri: Olisse Viscardi, Stefano Tignonsini
- Ruoli con delega: Team Manager Marco Gotta
- Resp. Cultura:

## Presidenti
| N.                                 | Presidente          | Date (Inizio-Fine) |
| ---------------------------------- | ------------------- | ------------------ |
| 1                                  | Marco Camerotto     | 1998-2000          |
| Posizione vacante dal 2000 al 2007 |                     |                    |
| 2                                  | Roberto Maroni      | 2008-2010          |
| 3                                  | Nunziante Consiglio | 2010-2012          |
| 4                                  | Ivan Orsi           | 2013-2015          |
| 5                                  | Raffaele Volpini    | 2015-2016          |
| 6                                  | Fabio Cerini        | 2016-2024          |
| 7                                  | Alberto Rischio     | 2024-20..          |

## Allenatori
| N.     | Nome                       | Date      | Part. | Vitt | Par. | Scon. | Vitt. % |
| ------ | -------------------------- | --------- | ----- | ---- | ---- | ----- | ------- |
| 1      | Leopold Siegel             | 1998-2011 | 24    | 15   | 6    | 33    | 62,5    |
| 2      | Leo Siegel - Maurizio Ganz | 2009-2012 | 5     | 5    | 0    | 0     | 100,0&  |
| 3      | Fabian Valtolina           | 2014      | 5     | 4    | 0    | 1     | 80,0    |
| 4      | Arturo Merlo               | 2015-2024 | 27    | 15   | 6    | 6     | 55,6    |
| Totals | Totals                     | Totals    | 61    | 37   | 14   | 10    | 60.65   |